# Phare de Filtvet

Le phare de Filtvet (en norvégien : Filtvet fyr)  est un phare actif situé sur le côté ouest de l'Oslofjord, au village de Filtvet dans la commune de Hurum, comté de Buskerud.
Il est géré par l'administration côtière norvégienne (en norvégien : Kystverket).
Il est classé patrimoine culturel par le Riksantikvaren.

## Historique
le premier phare est une maison blanche de gardien en bois dont la lanterne est montée sur le toit. Mis en service en 1840 et a été désaffecté en 1985. Le phare a été acheté en 1999 par le gouvernement local, qui le maintient en excellent état. Le bâtiment abrite un petit musée et une galerie d'art et est disponible pour des réunions et des fêtes privées. Des concerts et autres événements spéciaux sont programmés durant la saison estivale.
Le phare actuel, mis en service en 1985, est automatisé. Sa lanterne, avec galerie, est montée sur un poteau en béton devant le phare historique qui est protégé en tant de patrimoine culturel. Il a conservé une grande partie de l'équipement d'origine (dont sa lentille de Fresnel), y compris l'objectif et l'appareil de coupe d'origine.

## Caractéristiques dufeu maritime
Feu à occultations : deux fois toutes les 8 secondes ; blanc, rouge ou vert selon la direction.
Identifiant : ARLHS : NOR-09 ; NF-018700 - Amirauté : B2354 - NGA : 0372.

### Galerie

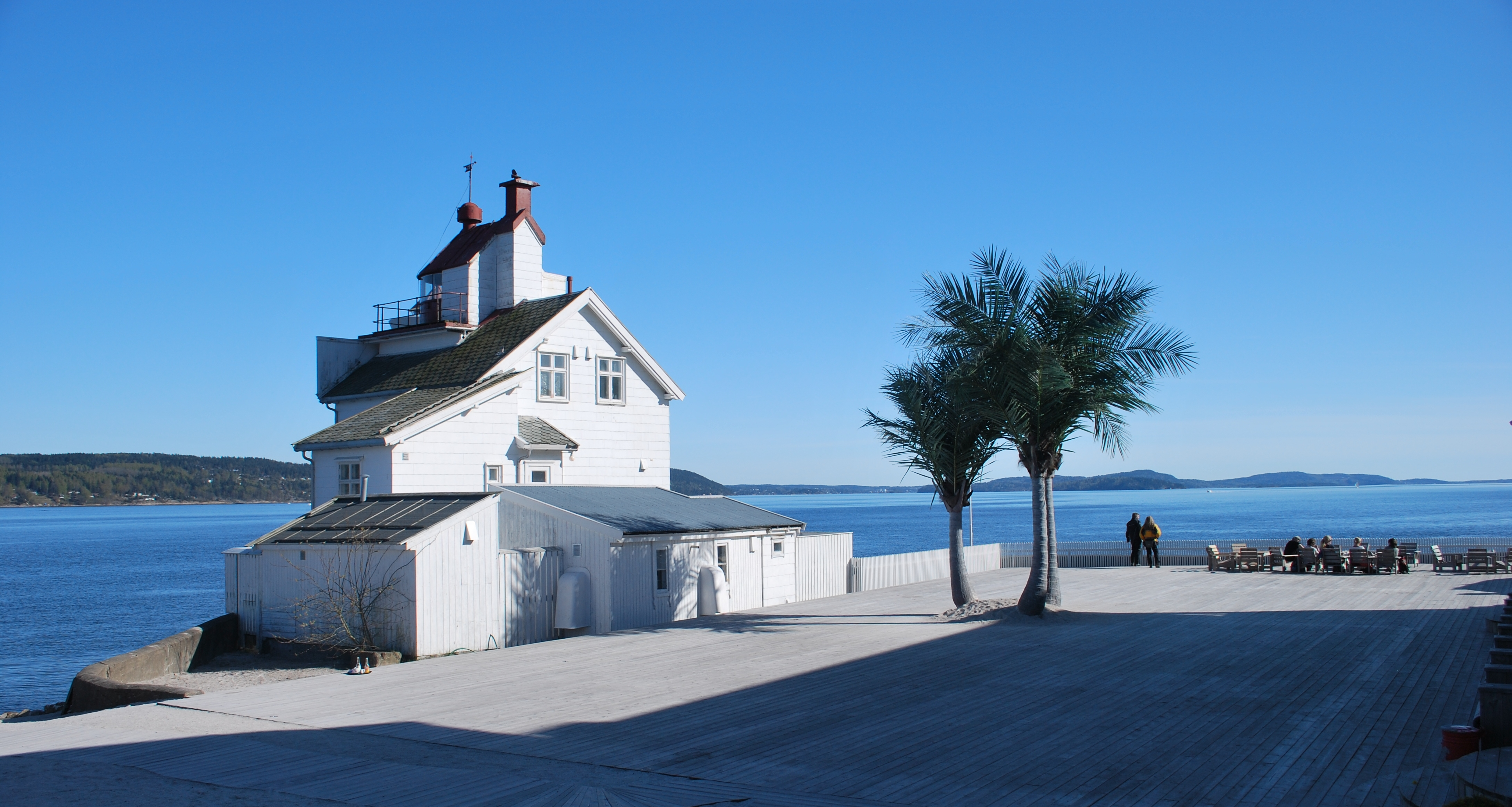
Ancien phare
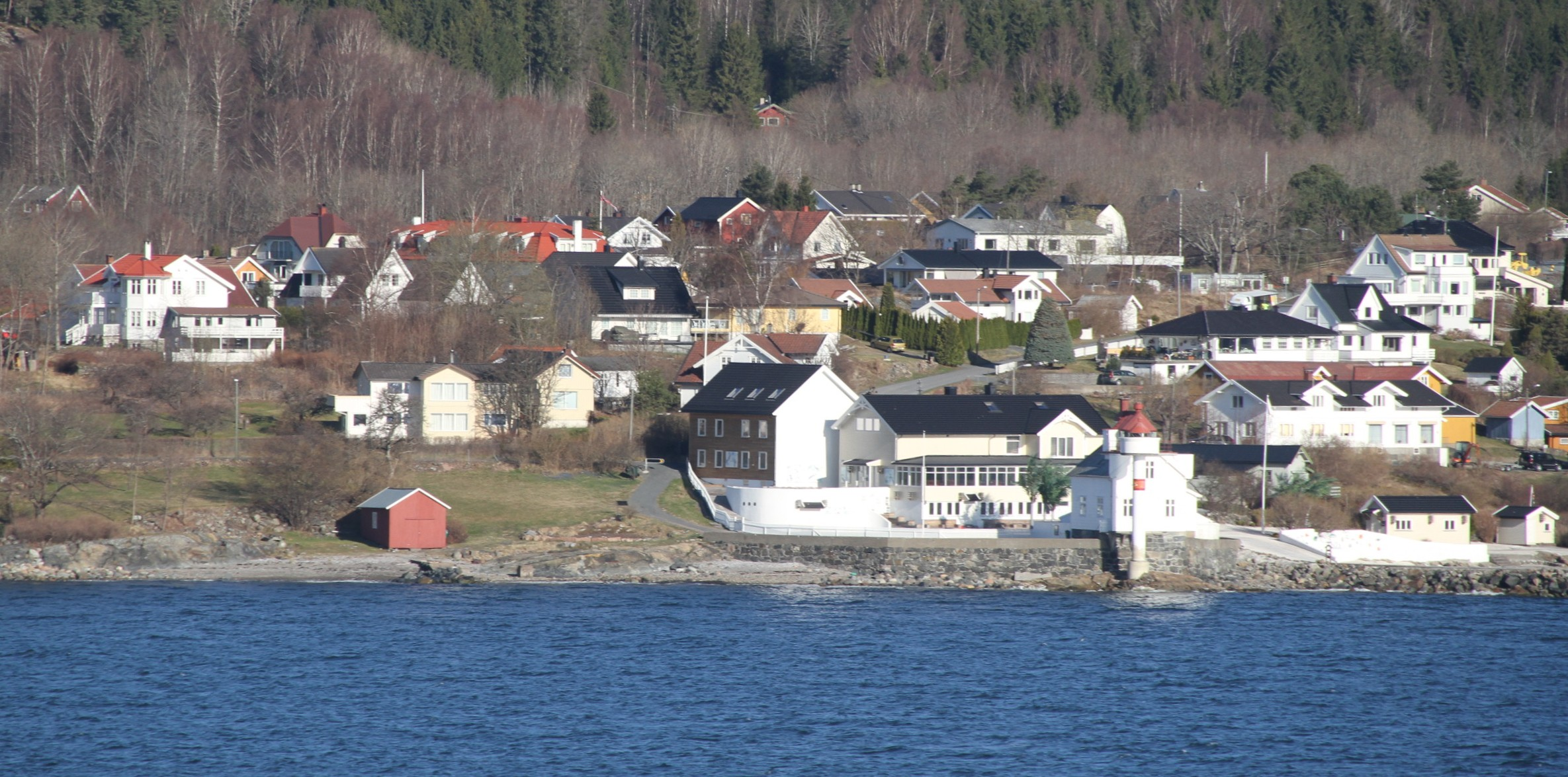
Hurum

### Lien connexe
- Liste des phares de Norvège